# Cnemaspis samanalensis
Cnemaspis samanalensis este o specie de șopârle din genul Cnemaspis, familia Gekkonidae, descrisă de Mendis Wickramasinghe și D.I. Amith Munindradasa în anul 2007. Conform Catalogue of Life specia Cnemaspis samanalensis nu are subspecii cunoscute.